# Liesbeth Migchelsen
Elisabeth (Liesbeth) Migchelsen (Harderwijk, 11 maart 1971 – 26 mei 2020) was een Nederlandse voetbalster die uitkwam voor VVOG, Puck Deventer, SV Saestum, FFC Heike Rheine, AZ en het Nederlands elftal. Migchelsen was sinds januari 2011 in het bezit van het diploma Trainer-Coach I.

## Carrière
Migchelsen speelde voordat ze in de zomer van 2007 naar AZ ging al voor diverse clubs.
Ze begon bij het Harderwijkse VVOG, daarna werd Puck uit Deventer haar nieuwe club. Daarna ging ze naar SV Saestum uit Zeist, waar ze afsloot met een landstitel in 2000. Ze vertrok daarna naar het Duitse FFC Heike Rheine, waarmee ze vijf jaar in de Bundesliga uitkwam. In de zomer van 2005 ruilde ze de Duitse club in voor Fortuna Wormerveer, waar ze nog twee jaar speelde. Migchelsen was van 2007 tot 2009 aanvoerder van AZ, waar ze in 2008 en 2009 kampioen mee werd.
Nadat ze haar actieve voetballoopbaan afsloot, was ze trainer van het Australische Canberra United. Liesbeth Migchelsen overleed in 2020 op 49-jarige leeftijd aan longkanker na een kort ziekbed.

## Erelijst
- Landskampioen Nederland: 2000 (SV Saestum), 2008, 2009 (AZ)
- KNVB Beker: 2006 (Fortuna Wormerveer)

## Statistieken vanaf 2000
| Seizoen | Club               | Land      | Competitie  | Wedstrijden | Doelpunten |
| ------- | ------------------ | --------- | ----------- | ----------- | ---------- |
| 2000/01 | FFC Heike Rheine   | Duitsland | Bundesliga  | ?           | ?          |
| 2001/02 | FFC Heike Rheine   | Duitsland | Bundesliga  | ?           | ?          |
| 2002/03 | FFC Heike Rheine   | Duitsland | Bundesliga  | ?           | ?          |
| 2003/04 | FFC Heike Rheine   | Duitsland | Bundesliga  | ?           | ?          |
| 2004/05 | FFC Heike Rheine   | Duitsland | Bundesliga  | ?           | ?          |
| 2005/06 | Fortuna Wormerveer | Nederland | Hoofdklasse | ?           | ?          |
| 2006/07 | Fortuna Wormerveer | Nederland | Hoofdklasse | ?           | ?          |
| 2007/08 | AZ                 | Nederland | Eredivisie  | 17          | 2          |
| 2008/09 | AZ                 | Nederland | Eredivisie  | 24          | 6          |

## Trivia
- Haar oudere broer Theo Migchelsen is een voormalige profvoetballer.